# Puchar Azji w Piłce Nożnej 2027 (eliminacje)/Grupa F
W Grupie F trzeciej rundy eliminacji do Pucharu Azji 2027 biorą udział następujące zespoły:
- Wietnam
- Malezja
- Nepal
- Laos

## Tabela
| Lp. | Drużyna | M | Z | R | P | B+ | B– | +/– | Pkt | Kwalifikacja          |        | Malezja | Wietnam | Laos   | Nepal |
| --- | ------- | - | - | - | - | -- | -- | --- | --- | --------------------- | ------ | ------- | ------- | ------ | ----- |
| 1   | Malezja | 2 | 2 | 0 | 0 | 6  | 0  | +6  | 6   | Awans do Pucharu Azji |        |         | 4–0     | 14 paź | 2–0   |
| 2   | Wietnam | 2 | 1 | 0 | 1 | 5  | 4  | +1  | 3   |                       |        | 31 mar  |         | 5–0    | 9 paź |
| 3   | Laos    | 2 | 1 | 0 | 1 | 2  | 6  | −4  | 3   |                       | 9 paź  | 18 lis  |         | 2–1    |       |
| 4   | Nepal   | 2 | 0 | 0 | 2 | 1  | 4  | −3  | 0   |                       | 18 lis | 14 paź  | 31 mar  |        |       |

## Mecze
| 25 marca 202513:30 CET | Wietnam                                                                                   | 5:0(2:0) | Laos | Stadion Gò Đậu, Thủ Dầu Một Sędzia: Yahya Al-Mulla |
| 25 marca 202513:30 CET | Châu Ngọc Quang 11' · Nguyễn Văn Vĩ 44', 50' · Nguyễn Hai Long 63' · Nguyễn Quang Hải 84' | 5:0(2:0) |      | Stadion Gò Đậu, Thủ Dầu Một Sędzia: Yahya Al-Mulla |

| 25 marca 202515:00 CET | Malezja                    | 2:0(1:0) | Nepal | Sultan Ibrahim Stadium, Iskandar Puteri Sędzia: Hiroki Kasahara |
| 25 marca 202515:00 CET | Hevel 29' · Corbin-Ong 71' | 2:0(1:0) |       | Sultan Ibrahim Stadium, Iskandar Puteri Sędzia: Hiroki Kasahara |

| 10 czerwca 202508:30 CEST | Laos                                  | 2:1(1:0) | Nepal          | Nowy Stadion Narodowy Laosu, Wientian Sędzia: Nivon Robesh |
| 10 czerwca 202508:30 CEST | Thongkhamsavath 13' · Phanthavong 49' | 2:1(1:0) | 73' (k.) Dangi | Nowy Stadion Narodowy Laosu, Wientian Sędzia: Nivon Robesh |

| 10 czerwca 202513:00 CEST | Malezja                                                   | 4:0(0:0) | Wietnam | Stadion Narodowy Bukit Jalil, Kuala Lumpur Sędzia: Hussein Abo Yehia |
| 10 czerwca 202513:00 CEST | Figueiredo 49' · Holgado 58' · Corbin-Ong 67' · Cools 88' | 4:0(0:0) |         | Stadion Narodowy Bukit Jalil, Kuala Lumpur Sędzia: Hussein Abo Yehia |

| 2025-10-dataCEST | Laos |  | Malezja |  |
| 2025-10-dataCEST |      |  |         |  |

| 2025-10-dataCEST | Wietnam |  | Nepal |  |
| 2025-10-dataCEST |         |  |       |  |

| 2025-10-dataCEST | Malezja |  | Laos |  |
| 2025-10-dataCEST |         |  |      |  |

| 2025-10-dataCEST | Nepal |  | Wietnam |  |
| 2025-10-dataCEST |       |  |         |  |

| 2025-11-dataCET | Laos |  | Wietnam |  |
| 2025-11-dataCET |      |  |         |  |

| 2025-11-dataCET | Nepal |  | Malezja |  |
| 2025-11-dataCET |       |  |         |  |

| 2026-03-dataCET | Wietnam |  | Malezja |  |
| 2026-03-dataCET |         |  |         |  |

| 2026-03-dataCET | Nepal |  | Laos |  |
| 2026-03-dataCET |       |  |      |  |

## Strzelcy
2 gole
- La’Vere Corbin-Ong
- Nguyễn Văn Vĩ

1 gol
- Peter Phanthavong
- Damoth Thongkhamsavath
- Dion Cools
- João Figueiredo
- Hector Hevel
- Rodrigo Holgado
- Manish Dangi
- Châu Ngọc Quang
- Nguyễn Hai Long
- Nguyễn Quang Hải